# 許振禕
许振祎（1827年—1899年），字仙屏，江西奉新人。晚清政治、军事人物。

## 生平
生于江西奉新县高岗村。咸丰初年，许振祎以拔贡生身份加入曾国藩军幕。当时湘军在江西对抗太平军不力，都邑相继，振祎偕内阁中书邓辅纶招募乡勇，在进贤、东乡击败敌军，不久收复吉安。论功以同知（副知府）铨选。同治二年（1863年），振祎考中癸亥恩科二甲进士，選庶吉士，授翰林院编修，出任陕甘学政。当时河州降清回族重新起事反清，西宁一带回、汉民互相仇杀，科举久停。振祎组织补行八次岁科试，入学者数千人，多录降人子弟，安抚回民，并在泾阳建味经书院，教化民众。又申请陕、甘两省分闱乡试，各设学政，被批准。总督左宗棠称“边氓长治久安之效，胥基於此。”不久，因父忧停职。
光绪二年（1876年），起故官。光绪八年（1882年），授彰卫怀道，减免下属县差徭费岁二十馀万。修里河堤防，淮海各盐区得以免受水患。光绪十六年（1890年），擢河东河道总督，任内修筑荥泽大坝及胡家屯、米童寨各石坝。光绪二十一年（1895年），迁广东巡抚，查禁当地盛行的“闱姓”赌博。光绪二十四年（1898年），朝廷裁广东、云南、湖北三省巡抚缺，振祎调内用。乞假归乡，次年病卒。附祀于江苏、河南的曾国藩祠。《清史稿》有传。

## 延伸阅读
[在维基数据编辑]
 《清史稿/卷450》，出自趙爾巽《清史稿》